# Гантімурови

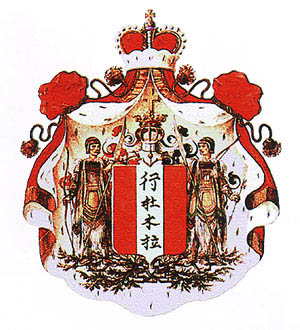

Гантімурови (рос. Гантимуровы) — російська князівська родина «тунгуського» (евенкійського) походження. Гантімур був тайшою і підданим китайського богдихана, від нього походить цей рід. В день свята Святого Петра і Павла у 1684 князь Гантімур з синами хрестився і прийняв православну віру. Сам князь прийняв ім'я Петра, а старший син — ім'я Павла.

## Генетичний паспорт
Представники роду Гантімурових чоловічої статі належат до Y-хромосомної гаплогрупи C (підгрупа C3) .